# Aurore Pignot
Pour les articles homonymes, voir Pignot.
Aurore Pignot (née le 24 décembre 1979 à Athis-Mons) est une athlète française, spécialiste du saut à la perche.

## Biographie
Elle est sacrée championne de France du saut à la perche en 1997 à Fort-de-France.
Le 27 février 1998, elle établit un nouveau record de France en salle du saut à la perche en franchissant 4,10 m à Valence.